# الرابطة الطبية الاسترالية
الرابطة الطبية الأسترالية (بالإنجليزية: Australian Medical Association)‏ هي جمعية أسترالية عامة بضمان تشكلت كجمعية مهنية للأطباء وطلاب الطب الأستراليين. لا يتم تشغيل الجمعية من قبل الحكومة الأسترالية ولا تنظم أو تصدق على الأطباء، وهي مسؤولية تقع على عاتق المجلس الطبي الأسترالي ووكالة تنظيم الممارسين الصحيين الأسترالية. يقع المقر الرئيسي للجمعية في بارتون، إقليم العاصمة الأسترالية، بالإضافة إلى مكاتب فروعها في كل ولاية من الولايات والأقاليم في أستراليا.

## الأهداف
لدى الرابطة مجموعة من اللجان التمثيلية والعلمية. يتمثل أحد أهدافها المعلنة في «قيادة النقاش حول السياسة الصحية من خلال تطوير وتعزيز سياسات بديلة لتلك السياسات الحكومية التي تعتبرها الجمعية ضعيفة الاستهداف أو غير مستنيرة؛ الاستجابة للقضايا في النقاش الصحي من خلال توفير مجموعة واسعة من موارد الخبراء؛ والتكليف وإجراء البحوث حول القضايا الصحية.».